# Отвъд облаците
„Отвъд облаците“ (на италиански: Al di là delle nuvole) е филм на Микеланджело Антониони и Вим Вендерс от 1995 година с участието на Джон Малкович, Софи Марсо, Фани Ардан и други.

## Сюжет
Филмът обединява четири истории, изградени върху крехкостта на чувствата, изследващи възможността за секс между непознати. Всяка от тези истории ни въвлича в едно вътрешно пътуване, за което Антониони казва, че е „към истинския образ на онази абсолютна и мистериозна реалност, която никой никога няма да види“. Един красив и мъдър блян за любовта и желанието, поднесен ни с „око“ на художник и с душа на поет, всъщност, от двама майстори-класици на седмото изкуство.

## В ролите
| Изпълнител        | Роля                 |
| ----------------- | -------------------- |
| Джон Малкович     | разказвач, режисьор  |
| Ким Роси Стюарт   | Силвано              |
| Инес Састре       | Кармен               |
| Софи Марсо        | момичето в Портофино |
| Фани Ардан        | Патриция             |
| Питър Уелър       | Роберто              |
| Киара Казели      | Олга                 |
| Ирен Жакоб        | момичето             |
| Венсан Перез      | Николо               |
| Жан Рено          | Карло                |
| Марчело Мастрояни | художникът           |
| Жана Моро         | приятелка            |
| Енрика Антониони  | бутик мениджър       |